# Gemma Badia Cequier
Gemma Badia Cequier (Barcelona, 21 de setembre de 1970) és una política catalana del PSC i alcaldessa de Gavà des de juliol del 2021.

## Formació i activitat professional
És diplomada en Ciències Empresarials, tècnica en Màrqueting i tècnica en Gestió Empresarial per la Universitat Oberta de Catalunya i amb un postgrau en Publicitat per EAE Business School. També compta amb estudis en Ciències Químiques, especialitat en Materials, cursats a la Universitat de Barcelona.

## Activitat política i gestió
En les Eleccions Municipals de 2015 va entrar com a regidora del PSC a l'Ajuntament de Gavà. Fins a 2017, va ser regidora d'Igualtat, i de Barris i Activitats. Els dos últims anys del mandat (2018 i 2019), va estar al capdavant de la Regidoria de Manteniment i Qualitat dels Barris, Activitats i Disciplina. Després de les Eleccions Municipals de 2019, va ser nomenada tinenta d'alcaldessa de l'Àmbit d'Espai Públic, Seguretat i Convivència. També es va fer càrrec de la gestió de l'àrea de Polítiques Feministes, depenent d'Alcaldia. El 12 de juliol de 2021 va ser nomenada alcaldessa de Gavà i el 17 de juny de 2023 va ser reelegida.

## Altres càrrecs
Des de desembre de 2021 és membre del Comitè Executiu de l'Airport Regions Council i també forma part del Consell d'Administració de Mercabarna. Des de febrer de 2022 forma part del Consell de Governs Locals. És vicepresidenta segona de la Xarxa Espanyola de Ciutats pel Clima, responsabilitats que no comporten remuneració. Des del juliol de 2023 és també conselleria delegada de Polítiques Socials i d'Igualtat de l'Àrea Metropolitana de Barcelona.